# 장한나
장한나(1982년 12월 23일 ~ )는 대한민국의 첼리스트이자 지휘자이다. 현재 노르웨이 트론헤임 교향악단의 상임지휘자 겸 예술감독이다.